# Alessandro Bellucci
Alessandro Bellucci (* 1860 in Perugia; † 1931 in Bevagna, Provinz Perugia) war ein italienischer Lehrer und Lokalhistoriker.
Bellucci lehrte von 1886 bis 1895 als Lehrer am Liceo Classico M. T. Varrone in Rieti. 1887 wurde er zum Bibliothekar und Archivist der Stadt Perugia berufen, trat seinen Dienst dort jedoch erst zum 1. April 1888 an und unterrichtete weiter teilweise in Rieti, wohin er Ende 1890 endgültig zurückkehrte. Sein Nachfolger in Perugia wurde Vincenzo Ansidei. Später wurde er Lehrer am Reale Istituto tecnico in Perugia. Er forschte und publizierte zur Geschichte von Perugia, Rieti und der Sabina.